# Großsteingrab Barnsen
Das Großsteingrab Barnsen ist eine megalithische Grabanlage der jungsteinzeitlichen Trichterbecherkultur bei Barnsen, einem Ortsteil der Gemeinde Gerdau im Landkreis Uelzen, Niedersachsen. Es trägt die Sprockhoff-Nummer 795.

## Lage
Das Grab befindet sich etwa einen Kilometer östlich von Barnsen innerhalb einer baumbestandenen Fläche an der Südwestecke des Flugplatzes Uelzen.

## Beschreibung
Die Anlage besitzt eine flache Hügelschüttung von 17,5 m Länge und 14 m Breite. Die Grabkammer ist nordost-südwestlich orientiert. Sie hat eine Breite von 1,3 m und eine geschätzte Länge von etwa 9 m. Es sind sechs Wandsteine erhalten: einer an der südwestlichen Schmalseite, drei an der nordwestlichen Langseite und zwei an der südöstlichen Langseite. Alle befinden sich noch in ihrer ursprünglichen Position. In seinem ursprünglichen Zustand dürfte das Grab über mehr als vier Wandsteinpaare an den Langseiten verfügt haben. Von den Decksteinen sind lediglich zwei erhalten. Beide sind ins Innere der Kammer gestürzt.

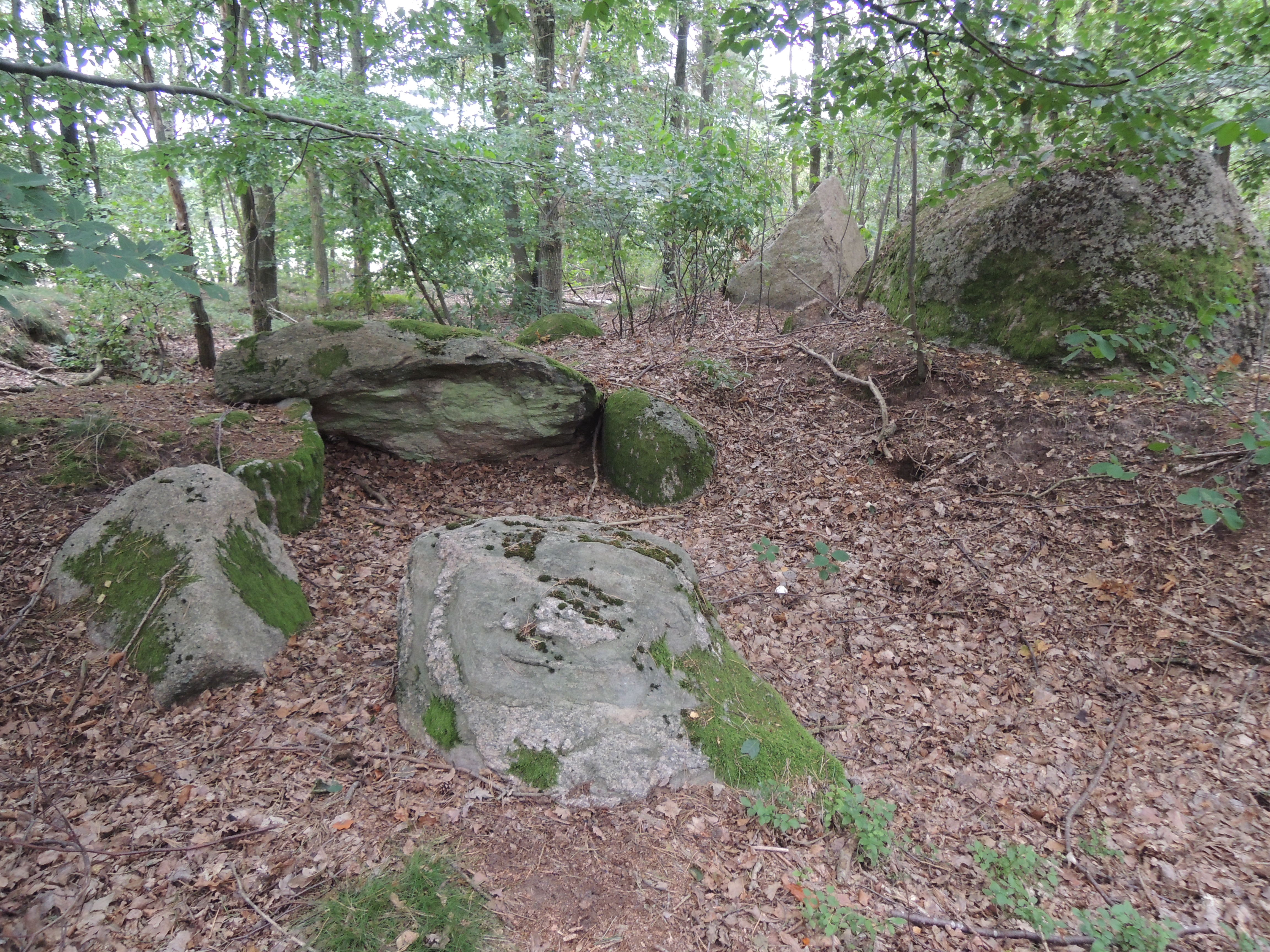
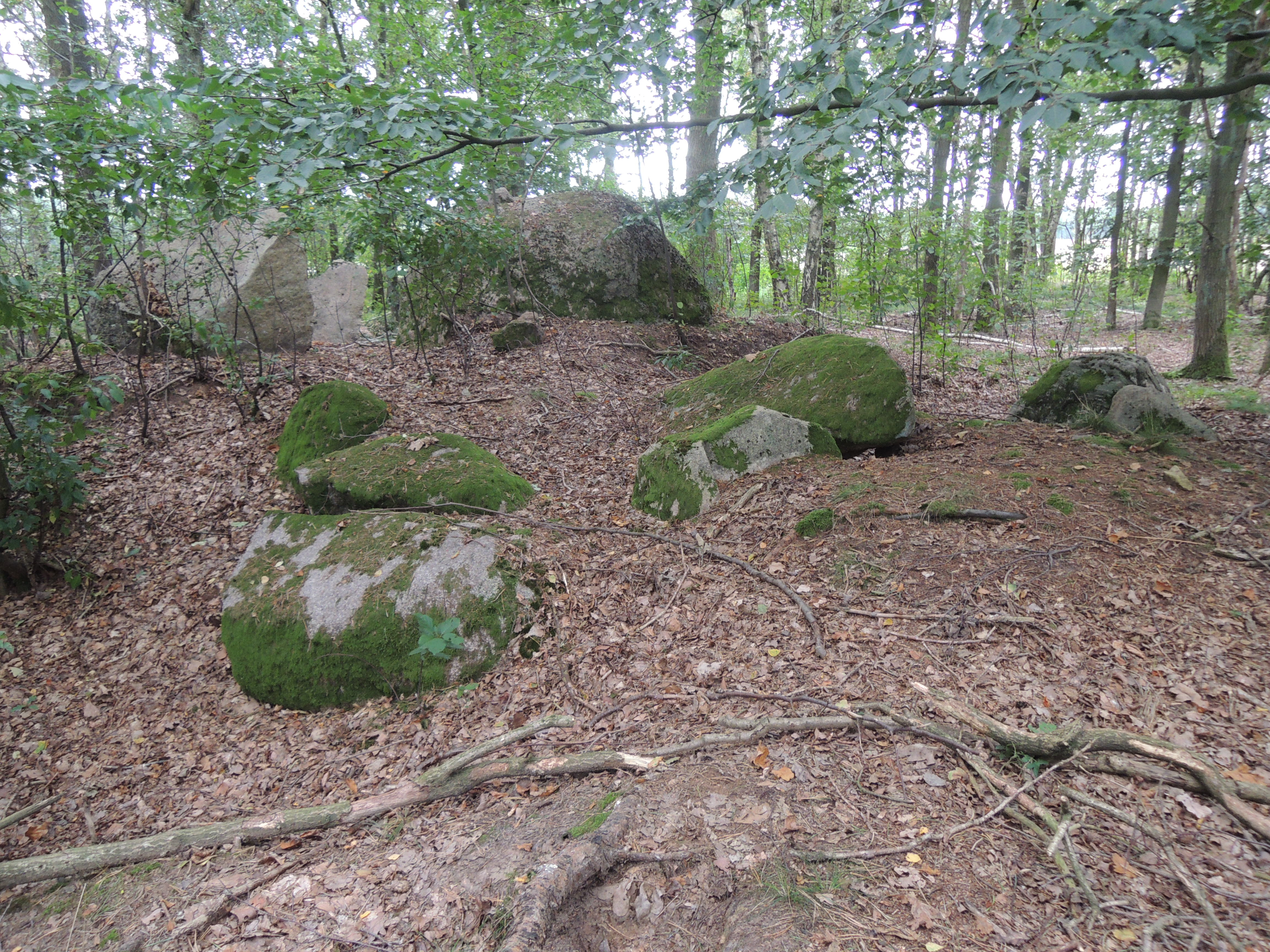
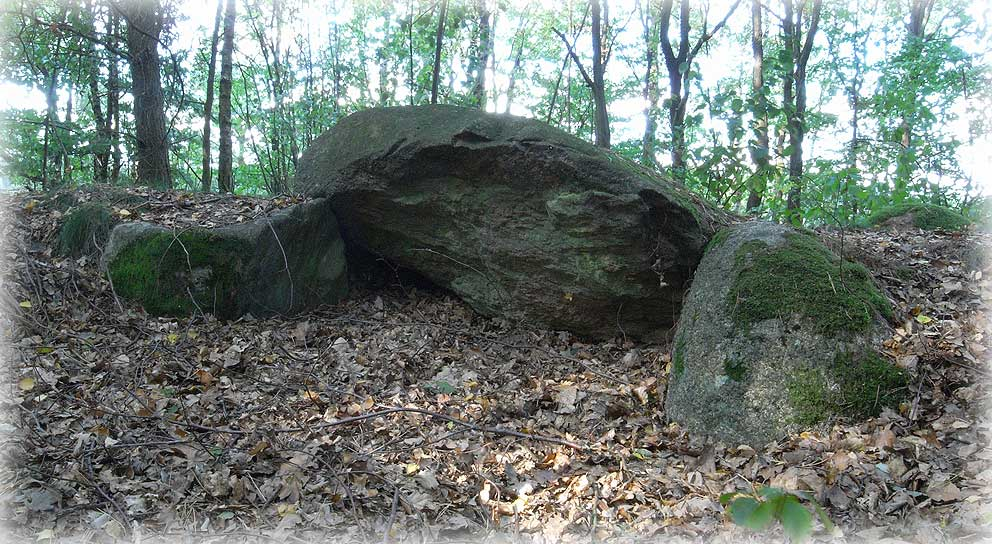
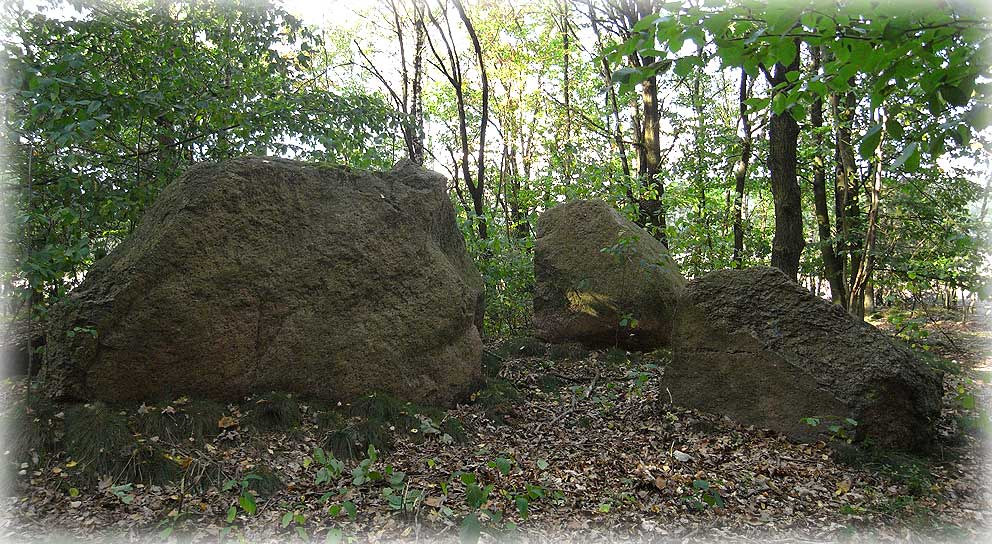
Drei große Findlinge neben dem Grab